# Tantilla calamarina
Tantilla calamarina (тихоокеанська багатоніжкова змія) — вид змій родини полозових (Colubridae). Ендемік Мексики.

## Поширення і екологія
Тихоокеанські багатоніжкові змії мешкають на тихоокеанському узбережжі Мексики, від Сіналоа до Герреро і Морелоса, а також на островах Лас-Трес-Маріас. Вони живуть в сухих тропічних лісах. напівлистопадних лісах, дубових лісах, в мангрових заростях та на полях.